# Eric Daels
Eric Daels (Wevelgem West-Vlaanderen, 4 augustus 1936) is een Belgische ex-voetballer en voetbaltrainer.

## Carrière
Daels begon te voetballen bij de lokale club SV Wevelgem City. Hij maakte al snel naam als een snelle aanvaller en dat bleef ook niet onopgemerkt. In een match met SV Wevelgem City tegen Club Brugge merkte die laatste ploeg hem op. Toenmalig coach van Club Lucien Masyn wilde de aanvaller er graag bij, maar de transferprijs vormde een struikelblok. Vervolgens verkaste Daels naar aartsvijand Cercle Brugge, waar hij meteen een belangrijke rol speelde in de titel van Cercle in Tweede Klasse.
Na zijn carrière als speler werd Daels trainer bij FC Knokke, Club Roeselare, Daring Ruddervoorde, KFC Moerkerke, SC Beernem en FC Varsenare.